# Crocodeta variegata
Crocodeta variegata är en fjärilsart som beskrevs av Rothschild 1913. Crocodeta variegata ingår i släktet Crocodeta och familjen björnspinnare. Inga underarter finns listade i Catalogue of Life.